# パイレート・ベイ
パイレート・ベイ(The Pirate Bay、略称: TPB)は、無料の検索可能なオンラインインデックスで、「映画」「音楽」「ゲーム」「ポルノ」「ソフトウェア」を検索できる。2003年にスウェーデンのシンクタンクPiratbyrånによって設立された。パイレート・ベイではP2Pトレントプロトコルのユーザー間の接続を容易にし、ユーザーはマグネットリンクを追加することでサイトに貢献することができる。パイレート・ベイは一貫して世界で最も訪問されたトレントサイトの一つにランクしている。
パイレート・ベイは長年に渡りいくつかのサーバー調査、シャットダウンとドメイン差押えに直面しており、運営を続けるために一連の新たなウェブアドレスに切り替えている。複数の国で、パイレート・ベイに対するアクセスをブロックするようにISPに対して命令が出されている。これに伴い、ブロックを回避するためのプロキシウェブサイトが現れた。
2009年8月には、パイレート・ベイの設立者であるフレドリック・ネーイ、ピーター・スンデ、ゴットフリート・スヴァルトホルムに対して、スウェーデンで行われたパイレート・ベイ裁判において著作権侵害の幇助の罪で有罪判決が下され、懲役1年と罰金の支払いが言い渡された。設立者らは皆、短縮された刑期を終えて2015年までに釈放された。

パイレート・ベイはファイル共有の法的側面、著作権、自由権に関する論争と議論を引き起こし、既存の知的財産法に反対する政治的活動の場、また反著作権運動の中心的存在となった。

## 歴史
パイレート・ベイは2003年9月15日にスウェーデンの反著作権組織Piratbyrån (直訳: 海賊行為事務局)によって設立され、2004年10月からは独立した組織として運営されている。パイレート・ベイは当初フレドリック・ネーイとゴットフリート・スヴァルトホルムによって運営されており、これに加えてスポークスマンのピーター・スンデがいた。設立者らはそれぞれ"TiAMO"、"anakata"、"brokep"というニックネームで知られている。設立者の二人は「著作権で保護されたコンテンツを入手可能にする手助けをした」としてモーション・ピクチャー・アソシエーションに起訴されている。2006年5月31日、ストックホルムにあるウェブサイトのサーバーにスウェーデン警察の捜査と差押えがあり、3日間アクセスできなくなった。パイレート・ベイはセーシェルに拠点を置く非営利団体であると主張しているが、これには異論もある。
パイレート・ベイは原告としても被告としても数多くの訴訟に関わってきた。2009年4月17日、設立者らとカール・ルンドストロムには、著作権侵害の幇助で有罪判決が下され、懲役1年と3,000万スウェーデン・クローナの罰金の支払いが言い渡された。被告らは判決を控訴し、裁判官が政治的圧力に屈したとして非難した。2010年11月26日、スウェーデンの控訴裁判所は判決を支持し、元の刑期を短縮したが罰金を4,600万クローナに増額した。2010年5月17日、帯域提供者に対する差止命令のため、サイトはオフラインになった。ウェブサイトへのアクセスは、フロントページに差止命令をからかうメッセージを載せ、後に回復した。2010年6月23日、グループの著名なメンバーで共同設立者のイビ・コピミ・ボタニの死を受け、Piratbyrånは解散した。
パイレート・ベイは数年の間、ネーイとスヴァルトホルムが所有する、スウェーデンに拠点を置く会社であるPRQによってホストされていた。PRQは「高度にセキュアで疑問の余地のないホスティングサービスを顧客に」提供するとのことである。2011年5月からはSerious Tubes Networksがパイレート・ベイへのネットワーク接続の提供を開始した。2012年5月、Googleが新たに始めた「透明性レポート」の一部として、パイレート・ベイのリンクをGoogle 検索のインデックスから削除するよう求める6,000件以上の正式なリクエストがあったと報告された。これらのリクエストは80,500件以上のURLをカバーしており、最も多くのリクエストを作成した著作権保持者を五つ挙げると、Froytal Services LLC、Bang Bros、Takedown Piracy LLC、Amateur Teen Kingdom、IFPIであった。2013年8月10日、パイレート・ベイはインターネットの検閲を回避するのに使われる無料のウェブブラウザであるPirateBrowserのリリースを発表した。パイレート・ベイは2003年から2014年11月までWorld Wide Webで最も訪問されたトレントディレクトリであり、アレクサ・インターネットによれば2014年11月にはKickassTorrentsにその座を譲った。2014年12月8日、Googleは"The Pirate Bay"とタイトルに含まれるほとんどのアプリをGoogle Playから削除した。
2014年12月9日、パイレート・ベイにスウェーデン警察の捜査が入り、サーバー、コンピュータ、その他の装置が差し押さえられた。EZTV、Zoink、Torrage、Istoleのトラッカーなどを含むその他のいくつかのトレント関連サイト、また、パイレート・ベイのフォーラムであるSuprbay.orgもシャットダウンされた。捜査から二日経ったときに、EZTVはExtraTorrentとKickassTorrentsにアップロードを行ったことで「活動の兆候」を見せており、メインサイトのバックエンドのIPアドレスを経由したeztv-proxy.netのようなプロキシサイトをサポートしていると報じられた。パイレート・ベイのいくつかのコピーが次の数日の間にオンラインになり、このうちIsoHuntによって作成されたoldpiratebay.orgがとりわけ顕著である。
2015年5月19日、パイレート・ベイの.seドメインに対して、スウェーデンの裁判所の取決めに従って差押命令が下された。パイレート・ベイは6個の新たなドメインを追加することで対応した。判決は2015年5月26日に控訴された。2016年5月12日、控訴は棄却され、裁判所はドメインをスウェーデン政府に引き渡す判決を下した。2016年5月、サイトは元の.orgドメインを再度使うようになった。2016年8月、アメリカ政府がKickassTorrentsをシャットダウンしたことにより、パイレート・ベイは再び最も訪問されたBitTorrentウェブサイトとなった。2025年時点でも、パイレート・ベイは今だにその年の最も訪問されたトレントサイトのトップ10に入っている。

## ウェブサイト

### コンテンツ
パイレート・ベイではマグネットリンクを検索できる。マグネットリンクはP2Pネットワークで入手可能なリソースを参照するために使用され、BitTorrentクライアントで開くとコンテンツをダウンロードすることができる。元々、パイレート・ベイではトレントファイルをダウンロードすることができた。トレントファイルは他のユーザーからのデータファイルをダウンロードするために必要なメタデータを含む小さなファイルである。トレントは「オーディオ」「ビデオ」「アプリケーション」「ゲーム」「ポルノ」「その他」のカテゴリに分類されている。登録するにはメールアドレスが必要で無料である。登録済ユーザーは自身のトレントをアップロードしてトレントにコメントすることができる。2013年に新たにアップロードされたファイルについてのTorrentFreakによる調査によれば、44 %のアップロードがテレビ番組と映画、それに次いでポルノが35 %、そしてオーディオが9 %を占めていた。新規ユーザーに対する登録機能は2019年5月、マルウェアを含むトレントのアップロードに関する問題のため閉鎖された。登録機能は2023年6月に再開された。RARBGの閉鎖に伴って潜在的なアップロードユーザーのオンラインでの可能性がさらに制限され、これによってパイレート・ベイのチームは行動するに至った。
このサイトの閲覧機能として、「オーディオ」「ビデオ」「ゲーム」といった広いカテゴリで入手可能なものを確認する機能に加えて、「オーディオブック」「高画質の映画」「漫画」などのサブカテゴリで確認する機能もある。2012年1月からは3Dプリンター用データ(Physible)のカテゴリもある。これらのカテゴリのコンテンツはファイル名、シーダー数とリーチャー数、投稿日などでソートすることができる。
Piratbyrånはパイレート・ベイについて、パフォーマンスアートの長期プロジェクトであると述べた。通常、パイレート・ベイのフロントページには、1980年代の著作権侵害反対運動"Home Taping Is Killing Music"のロゴを帆に模した海賊船の絵が掲載されていた。

### 技術詳細
当初、パイレート・ベイの四つのLinuxサーバーはHypercubeと呼ばれる独自のウェブサーバーを実行していた。古いバージョンはオープンソースである。2005年6月1日、パイレート・ベイは帯域の使用量を減らすための取組みとしてウェブサイトを更新した。帯域の使用量は各サーバーで1ミリ秒あたり2件のHTTPリクエストである、加えて、ウェブサイトのフロントエンドによりユーザーフレンドリーなインターフェースを作成すると報じられた。ウェブサイトは現在、動的なフロントエンドでLighttpdとPHP、データベースのバックエンドでMySQL、二つの検索システムでSphinx、SQLクエリとPHPセッションのキャッシュにMemcached、静的コンテンツをキャッシュするためにLighttpdの全面にVarnishを使用している。2008年時点で、パイレート・ベイは31台の専有サーバーを有しており、これには9台の動的ウェブフロント、1台のデータベース、2台の検索エンジン、そして8台のBitTorrentトラッカーが含まれる。
2007年12月7日、パイレート・ベイはBitTorrentトラッキングソフトウェアとしてHypercubeからOpentrackerへの移行を完了し、HypercubeがサポートしていなかったUDPトラッカープロトコルの利用が可能になった。これによってUDPマルチキャストを用いた複数サーバーの同期処理を以前よりはるかに高速に実行できるようになった。Opentrackerは自由ソフトウェアである。
2008年6月、パイレート・ベイはスウェーデンの新たな通信傍受法を受けて、自身のサーバーでSSL暗号化をサポートすることを発表した。2009年1月19日、IPv6専用バージョンのOpentrackerを用い、トラッカーシステムでIPv6のサポートを開始した。2009年11月17日、分散ハッシュテーブル、ピア交換、マグネットリンクを用いることでピア同士とコンテンツを非中央集権的な方法で見つけることができるため、中央集権的なトラッカーはもはや必要ないとして、自身のトラッカーサービスを永久に停止した。
2012年2月20日、2月29日より後にはサイトでトレントファイルの提供をやめてマグネットリンクのみを提供することをFacebook投稿で発表した。サイトからは、「トレントをもたないことで我々は少しばかり安く済むが、それはまた我々の共通の敵が我々を止めるのを難しくするだろう」というコメントがあった。10人未満で共有されているトレントについては、マグネットリンクをサポートしない可能性のある古いソフトウェアとの互換性のため、トレントファイルを保持するだろう、とサイトは付け加えた。

## 資金

### 初期の資金調達
2007年4月、スウェーデンのトークショーBertにて、パイレート・ベイが右派の企業家であるカール・ルンドストロムからの財政支援を受け取っていたという噂が確認された。ルンドストロムはヴァーサブルード社の資産の相続人であり、スウェーデン民主党やBevara Sverige Svenskt (直訳: スウェーデンをスウェーデンのものに)といったいくつかの極右政党や運動に対して財政支援を行っていたことで知られているため、この事実は驚きをもって迎えられた。トークショーの中で、Piratbyrånのスポークスマンであるトビアス・アンダーソンは、「ルンドストロム氏の支援がなければ、パイレート・ベイを始めることはできなかっただろう」と認め、資金の大半はサーバーと帯域の取得に使われたと述べた。

### 寄付
2004年から2006年まで、パイレート・ベイにはいくつかの支払方法がリストアップされた寄付ページへとつながる「寄付」リンクが存在した。このページでは、資金はトラッカーのみをサポートするとの記載があり、寄付者には広告なしや"VIP"ステータスといった期限付きの便益が提供された。その後、リンクはホームページから削除され、寄付ページでは「地元の海賊版支援グループに」寄付することを推奨する文言をしばらくの間表示するのみとなり、その後サイトのメインページにリダイレクトされるという動作だった。Billboardの主張では、サイトは2009年に「サービスの運営を続けるための寄付を訴えていた」とのことである。2006年、スウェーデンの政治リアリティショーToppkandidaterna (直訳: トップ候補者たち)に出演していた候補のペッター・ニルソンが35,000クローナをパイレート・ベイに寄付し、これは新たなサーバーを購入するために使われた。
2007年、パイレート・ベイはシーランド公国を購入することを目的とした基金を運営していた。シーランド公国はミクロネーションとしての地位が議論されているプラットフォームである。2009年、パイレート・ベイの有罪判決を受けた主要人物らはユーザーに対して、自分たちは罰金を支払うことを拒否しているため、罰金のために寄付しようとするのはやめるように要求した。2013年、パイレート・ベイはサイトのフロントページに寄付のためのビットコインアドレスとライトコインアドレスを公開した。

### 商品販売
パイレート・ベイのウェブサイトには、サイトに関連する商品を販売するオンラインストアへのリンクが掲載されていた。これは2006年に最初にスヴェンスカ・ダーグブラーデットで言及された。

### 広告
2006年から、ウェブサイトは結果ページの広告を通じて資金を得ている。スヴェンスカ・ダーグブラーデットの推測によれば、広告によって月あたり約600,000クローナを得ている。2006年の調査では、警察はパイレート・ベイが広告から年あたり120万クローナを得ていると結論づけた。検察当局は2009年の裁判で、Eメールとスクリーンショットから広告によって1年あたり1,000万クローナ以上を得ていると見積もったが、起訴内容では警察の調査の見積もりが使用された。サイト管理者の弁護士らは2006年の収益を725,000クローナ近くだとした。しかしながら、最初の裁判の判決では、予備調査の見積もりが引用された。
2008年時点で、IFPIの主張によればウェブサイトは莫大な収益を生んでおり、パイレート・ベイは人々の権利を支持することよりも利益を生むことに専念している、とのことである。パイレート・ベイはこれらの疑惑が真実ではないと主張し、「この規模のウェブサイトを運営するのは無料ではない」、また、「もし我々が多くのお金を稼いでいるなら、私、スヴァルトホルムは、今夜オフィスで遅くまで働いていないだろうし、どこかのビーチに座って日焼けでもしているだろう」と述べた。年間収益が300万USDを超えているというIFPIの主張に対して、スンデはウェブサイトの多くの通信量、電力、ハードウェアのコストが収益の可能性をなくしていると主張した。パイレート・ベイは、彼の言うところによれば、最終的には赤字経営かもしれない、とのことである。2009年の裁判では、弁護側はサイトの年間支出を800,000クローナと見積もった。
意図しない広告主もあった。2007年には、オンラインの広告代理店がウォルマートのザ・シンプソンズのDVDの広告を「シリーズのダウンロードを含む検索結果とともに」掲載した。2012年には、カナダ財務省の経済行動計画のバナー広告がより大きな「メディア購入」の一部として検索結果のトップに掲載されたが、これは「すぐに」引き下げられた。

### 暗号通貨マイニングとトークン
2017年、パイレート・ベイは暗号通貨のMoneroをマイニングするために、サイト訪問者のリソースを消費する可能性のあるスクリプトをウェブサイトに埋め込んだ。サイト訪問者は当初これらのスクリプトが追加されたことを知らされていなかった。否定的なフィードバックを受け、運営者らはこれが広告を置き換えられるか確かめるためのテストだったというお知らせを公開した。2018年を通じてその後の数ヶ月の間、マイニング用のスクリプトはウェブサイトに繰り返し追加されたり削除されたりした。2021年、パイレート・ベイは短命に終わった自身の暗号トークンの作成に乗り出したが、これはすぐに放棄された。

### 料金
サイトの利用ポリシーによると、サイトは商業ポリシーの違反者に対して、「5,000ユーロの基本料金に加えて、違反によって生じた通信量とその他のコスト」を請求する権利を保持している。スンデは著作権で保護された書籍に関する情報をサイトからスクレイピングしたスウェーデンの出版社を利用ポリシーに違反したとして非難し、パイレート・ベイが自身のデータベースに対して著作権を有していることを主張した。